# Tangle Teezer
Tangle Teezer (вимовляється, як Танґл Тізер) — британський виробник гребінців для волосся. Компанія заснована в 2007 році, гребінці продаються в більш ніж 70 країнах і використовуються такими знаменитостями, як Кара Делевінь та Вікторія Бекхем.

## Історія та заснування компанії
Засновник Tangle Teezer, Шон Пулфрі, розпочав свою кар'єру у 1978 році стилістом зачісок. Протягом усієї своєї кар'єри він працював у П'єра Олександре, Toni&Guy, Нікі Кларка та у салонах Річарда Ворда. У 2002 році Пулфрі випустив книгу «I Wanna Be Blonde» («Хочу бути блондином»), в якій поділився своїми професійними порадами зі стилю.
У 2003 році Пулфрі почав досліджувати та розвивати ідею гребінців Tangle Teezer, з метою створення першого в світі професійного інструменту для розплутування волосся. У 2005 році Плуфрі заклав свою квартиру щоб пофінансувати запуск продукції.
Пулфрі з'явився у реаліті шоу Dragons’ Den у 2007. Пулфрі презентував свою ідею Пітеру Джонсу, Дункану Баннатину, Джеймсу Каану та Деборі Міден та запропонував 15 % від бренду Tangle Teezer за 80 000 фунтів стерлінгів, але його пропозицію було відхилено. Джонс, Каан та Баннатин розкритикували Пулфрі, назвавши його ідею «безглуздою» та «марнуванням часу». Проте, коли епізод шоу вийшов у ефір, вебсайт Tangle Teezer перестав працювати в результаті суспільного попиту, на якому було розміщено близько 1500 замовлень. У 2008 році компанія Boots зайнялася гребінцями, а у 2009 бренд почав отримувати прибуток та виходити на світовий ринок.

## Оборот
За 12 місяців до березня 2015 р. компані Tangle Teezer повідомила, що її щорічний оборот становить 23,4 млн фунтів стерлінгів.

## Затвердження
У 2013 році Вікторія Бекхем написала у твіттер про гребінець типу Magic Flowerpot, в той час коли Кара Делевінь носила один у своїй сумочці.